# Goniądz
Goniądz (deutsch Gonionds) ist eine Stadt in der Woiwodschaft Podlachien in Polen. Sie ist Sitz der gleichnamigen Stadt-und-Land-Gemeinde im Powiat Moniecki mit etwa 5000 Einwohnern.

## Geschichte
Die erste urkundliche Erwähnung des heutigen Goniądz stammt aus einer Urkunde vom 14. August 1358. 1547 erhielt Goniądz Stadtrecht verliehen. 1571 wurde das erste Mal eine Schule erwähnt.
Bei der Dritten Teilung Polens kam die Stadt unter preußische Herrschaft (Neuostpreußen), 1807 dann unter russische Herrschaft. Nach dem Ende des Ersten Weltkriegs kam die Stadt zum wiederentstandenen Polen. 1921 brannte die Kirche von 1779 ab, woraufhin eine neue errichtet und 1924 eingeweiht wurde.
Zu Beginn des Zweiten Weltkrieges wurde Goniądz von der Roten Armee besetzt. Mit Beginn des Kriegs gegen die Sowjetunion besetzte die Wehrmacht die Stadt. 1944 zog sich die Wehrmacht aus dem Gebiet zurück und sowjetische Soldaten besetzten die Gegend.

### Einwohnerentwicklung
1765 lebten in der Stadt etwa 1500 Menschen, 1897 waren es 3402. 2016 lebten 1824 Menschen in der Stadt.

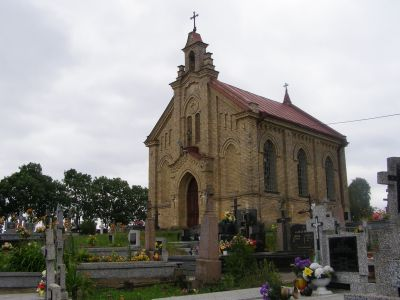
Friedhofskapelle

## Gemeinde
Die Stadt-und-Land-Gemeinde Goniądz hat eine Fläche von 376,68 km², auf der etwa 5000 Menschen wohnen (2016).

## Wirtschaft und Infrastruktur

### Verkehr
Die Stadt liegt an der Woiwodschaftsstraße 670 (droga wojewódzka 670, DW 670). Diese beginnt etwa fünf Kilometer westlich von Goniądz als eine Abzweigung von der Landesstraße 65 (Droga krajowa 65). Etwa 25 Kilometer östlich von Goniądz durchquert die 670 den Ort Suchowola und kreuzt dabei die Landesstraße 8 zugleich Europastraße 67.
Etwas südlich der Stadt liegt der Haltepunkt Goniądz an der Bahnstrecke Głomno–Białystok. Der nächste internationale Flughafen ist der Frédéric-Chopin-Flughafen Warschau, etwa 190 Kilometer südwestlich.

### Bildung
In der Stadt gibt es ein Schulzentrum, welches die Grund- und Realschule sowie das Gymnasium beherbergt.

## Söhne und Töchter der Stadt
- Petrus Gonesius (1525–1573), Theologe und Vertreter des Antitrinitarismus
- Abraham Aron Roback (1890–1965), Psychologe und Sprachwissenschaftler
- Hanna Haschka, verh. Wolf (1908–1999), Politikerin und Mitglied des Zentralkomitees der SED.